# Universidade de Samba Boêmios da Campina
A Universidade de Samba Boêmios da Campina (inicialmente denominada Sociedade Recreativa e Carnavalesca Dissidentes da Campina) foi uma escola de samba ou agremiação carnavalesca no município de Belém, no estado brasileiro do Pará, fundada em 1952 por Acilino Barata de Magalhães Costa no bairro da Campina.

## História
Em 1952, o compositor de samba-enredoPaulo Roberto residente no bairro da Campina e participante da escola de samba "Quem São Eles" (então pentacampeão), tentou transformar esta escola em sociedade legalizada. Mas sem sucesso e sem apoio do fundador da escola Almerindo Cardoso, decidiu se reunir Em uma residência da rua Ó de Almeida, no bairro da Campina, com o barbeiro Adolfo Gomes Coelho, Jeronimo Miranda, compositor e um dos fundadores da escola de samba Ta Feio, Anastácio Pandeirista, e fundar a Sociedade Recreativa e Carnavalesca Dissidentes da Campina.
Em seguida ocuparam a sede do Alfa Clube, na Frutuoso Guimarães com Carlos Gomes. Escolheram as cores vermelho e branco, que lembravam a Tá Feio, adotaram como símbolos uma harpa e uma águia com um ramo de café no bico, e também a extinta caixa dágua da Campina (Reservatório Paes de Carvalho), estampada nos primeiros estandartes.
Em 1953, Paulo Roberto, aproveitando uma sugestão do primo poeta Ruy Barata, trocou o nome da sociedade para Universidade de Samba Boêmios da Campina.
Em fevereiro de 1953, foi a primeira participação da agremiação no concurso oficial, na então Av. Presidente Vargas, com samba-enredo composto por Almerindo Gonçalves Cardoso. Entre os anos de 1953 e 1975 a Boêmios da Campina ganhou 15 títulos.
Em 1962 a escola não desfilou no carnaval, então Orlando Peixoto (filho de Manoel Peixoto) montou um bloco de rua agregando a bateria da escola. Para embelezar e fazer volume como passistas, foram convidadas as moças da área meretrícia da município de Belém (que abrangem as ruas: 1º de Maio, Riachuelo, Padre Prudêncio e General Gurjão).